# 内村史子
内村 史子（うちむら ふみこ、12月16日 - ）は、日本の女性声優。ヴィムス所属。鹿児島県出身。

## 来歴
小学校5年生の頃に同級生から「声優になれば？」と言われた事が、声優を意識するきっかけとなったと言う。
日本ナレーション演技研究所を経て現事務所に所属。2010年、ラジオドラマに出演しデビュー。2014年にテレビアニメ『悪魔のリドル』寒河江春紀役で初レギュラー。

## 人物
方言は鹿児島弁。
趣味はバドミントン、家庭料理。特技はイラスト、リフレクソロジー。
資格は普通自動車運転免許、漢検準2級、ワープロ検定1級。

## 出演
太字はメインキャラクター。

### テレビアニメ
2014年
- 最近、妹のようすがちょっとおかしいんだが。（サッカー部キャプテン、子供B）
- 悪魔のリドル（寒河江春紀、寒河江春紀の人形）
- 極黒のブリュンヒルデ（生徒、女子高生）
- ブレイドアンドソウル（レイカ）
- オオカミ少女と黒王子（女生徒、女子生徒、ユリ）

2015年
- 銃皇無尽のファフニール（レン・ミヤザワ）
- ダンジョンに出会いを求めるのは間違っているだろうか（女神C）
- モンスター娘のいる日常（店員）
- 下ネタという概念が存在しない退屈な世界（女子C、女学生）
- VALKYRIE DRIVE -MERMAID-（リッターA、ヘクセ、隊員、住人、市宮、不良、女子）
- ヘヴィーオブジェクト（2015年 - 2016年、研究員、美人捜査官、看護師）

2016年
- 最弱無敗の神装機竜（女生徒A）
- NORN9 ノルン+ノネット（引率）
- プリンス・オブ・ストライド オルタナティブ（女の子）
- モブサイコ100（ヤンキー女A）
- 競女!!!!!!!!（三木夢、生徒）

2017年
- クロックワーク・プラネット（キャスター）
- DIVE!!（小学生時代のレイジ）
- 賭ケグルイ（美化委員）
- THE IDOLM@STER Prologue SideM -Episode of Jupiter-（ファン）
- いぬやしき（生徒）

2018年
- こみっくがーるず（女子高生）
- レイトン ミステリー探偵社 〜カトリーのナゾトキファイル〜（エレンの赤ちゃん）
- 異世界魔王と召喚少女の奴隷魔術（2018年 - 2021年、ホルン、受付嬢 蒼、奴隷、坂本拓真〈幼少期〉、アリシアの母、男の子） - 2シリーズ
- ムヒョとロージーの魔法律相談事務所（ナナ母）
- 青春ブタ野郎はバニーガール先輩の夢を見ない（香芝玲奈、AD）

2019年 
- 私、能力は平均値でって言ったよね!（メーヴィス）
- ソードアート・オンライン アリシゼーション War of Underworld（伝令術師）

2020年
- マギアレコード 魔法少女まどか☆マギカ外伝（黒羽根）
- 異種族レビュアーズ（鬼女）
- かぐや様は告らせたい?〜天才たちの恋愛頭脳戦〜（団員、女子生徒）

2021年
- ふしぎ駄菓子屋 銭天堂（同級生）
- 俺だけ入れる隠しダンジョン（アマネ）
- トロピカル〜ジュ!プリキュア（2021年 - 2022年、桑野ゆみ、友野夏緒、美術部員、女子生徒、園児、応援部員、さんた、会計、生徒、イルカ、モデル志望の子、応援部長）
- チート薬師のスローライフ〜異世界に作ろうドラッグストア〜（エジル）

2022年
- 魔法使い黎明期（魔法学校の生徒、ホルトの母、クドー幼少期、幼いカディ、女）
- 古見さんは、コミュ症です。（加藤三九二）
- 勇者パーティーを追放されたビーストテイマー、最強種の猫耳少女と出会う（子供A、男の子、宿屋のおばちゃん、部下A、街人D）

2023年
- 冰剣の魔術師が世界を統べる（ズィーナ＝シャック、トショーイ＝イーン）
- お兄ちゃんはおしまい!（拝島たけし）
- 名探偵コナン（スタッフ）

2024年
- 魔都精兵のスレイブ（魔防隊員A、女性隊員、同級生B、同級生）

2025年
- グリザイア:ファントムトリガー（テロリスト）

### 劇場アニメ
- 交響詩篇エウレカセブン ハイエボリューション1（2017年、オペレーターB）
- RedAsh –GEARWORLD–（2017年、コール）
- 青春ブタ野郎はゆめみる少女の夢を見ない（2019年、看護師）

### OVA
- グラール騎士団 Evoked THE Beginning White（2011年、女子生徒）
- 悪魔のリドル 第十三問（2014年、寒河江春紀）
- モンスター娘のいる日常（2016年、ナースB） - コミックス第11巻OAD付き特装版
- GRANBLUE FANTASY The Animation Extra 2（2017年、女の子）

### ゲーム
2010年
- クリミナルガールズ（ヒメカミ）
- Memories Off ゆびきりの記憶

2011年
- ぎゃる☆がん（2010年 - 2011年、火吹晶）

2012年
- 桃色大戦ぱいろん（布留部ゆら）
- 恋戦!!時空戦姫（聖女マリア）
- 恋戦!!童話プリンセス（スネグーラチカ）

2013年
- エンジェルマスター（セラ）
- クリミナルガールズ INVITATION（ヒメカミ）
- わグルま!（ヴァーチェ）

2014年
- ウチの姫様がいちばんカワイイ（美麗姫 エマ・ビューティ）

2015年
- オメガラビリンス（白金美玲）
- 部活少女バトル（澤海結希）

2016年
- クイズRPG 魔法使いと黒猫のウィズ（レベッカ・アーレント）
- ザクセスヘブン（閻魔璃々子）
- シルヴァリオ ヴェンデッタ -Verse of Orpheus-（サヤ・キリガクレ）
- レゴ ネックスナイツ：マーロック2.0（メイシー・ハルバート）
- グリムノーツ（山賊の娘タチアナ）

2017年
- オメガラビリンスZ（白金美玲）

2019年
- 御城プロジェクト:RE〜CASTLE DEFENSE〜（足利氏館）

2020年
- プリズンプリンセス（ゼーナ）

2021年
- ぎゃる☆がん りたーんず（火吹晶）

2023年
- グリム・ガーディアンズ デーモンパージ（火吹晶）

2024年
- モンスターストライク（ジャヒー）
- カルドアンシェル（火吹晶、リーリヤ、ウィザード♀）

### ドラマCD
- ベルンシュタインの王冠 〜Die Krone von Bernstein〜（シーディエン）
- ヤンデレ彼女（女子生徒B）
- 優しいパンツの脱がせ方（母）

### 吹き替え
- ディードラ&レイニーの列車強盗（レイニー〈レイチェル・クロウ〉）
- レゴ ネックスナイツ（メイシー・ハルバート）

### ラジオドラマ
- クォンタム・メカニクス戦記 ど根性メガネ タックマン!（通行人）

### オーディオドラマ
- クレシェンド 最終章 光と影（2019年[26]、ショーン、少年（寺田）[27]）

### デジタルコミック
- VOMIC 暗殺教室（岡野ひなた）

### ラジオ
※はインターネット配信。
- アラド戦記WEBラジオ 佳奈と史子のラジオ戦記!（2013年、音泉※）[28]
- 松井恵理子・内村史子のまイラぶストりーと（2015年 - 2017年、アニメイトTV※・ラジオ大阪・YouTube※）[29]
- 私たち、ラジオは平均値でって言ったよね！（2019年 - 2020年、音泉※）[30]

### インターネットテレビ
- ぎゃる☆がんTV（2010年11月16日 - 2011年1月18日、ぎゃる☆がん公式サイト内[31]）
- ぎゃる☆がんチャレンジ 生でドキドキ?!24時間☆実況カーニバル（2012年2月17日 - 18日、ニコニコ生放送）[32]
- わグルま! 1周年記念生配信『だいしんしょく』（2011年12月28日 - 29日、ゲーマガ・ウメチャンネル）

### イベント
- クリミナルガールズ サウンドトラック発売記念イベント（2010年12月5日）[33]
- インティ・クリエイツ インストアライブ‘10冬（2010年12月12日）
- インティ・クリエイツ・ファンフェスタ2012（2012年2月22日）[34]
- AT-Xウチの夏フェス2013 フレッシュ夏フェス隊
- 『エンジェルマスター』ワールドプレミア in AKIBAドキッ☆キスだらけの大感謝祭（2013年8月30日）[35]
- INTI CREATES FAN FESTA 2015 INTI CREATES FAN MEETING[36][37]

## ディスコグラフィ

### キャラクターソング
| 発売日         | 商品名                                                                   | 歌 | 楽曲                             | 備考                                                                 |
| -------------- | ------------------------------------------------------------------------ | --- | -------------------------------- | -------------------------------------------------------------------- |
| 2011年1月27日  | ぎゃる☆がん ドキドキサウンド 全部入り!                                   | ZQN☆ | 「ときめき☆メリーゴーランド」    | Xbox 360ゲーム『ぎゃる☆がん』主題歌                                  |
| 2011年1月27日  | ぎゃる☆がん ドキドキサウンド 全部入り!                                   | 火吹晶（内村史子） | 「ふわり、ひらり」               | Xbox 360ゲーム『ぎゃる☆がん』主題歌                                  |
| 2012年3月8日   | ぎゃる☆がん ドキドキサウンド 全部入り! 補完盤                            | ZQN☆ | 「イルミネーションラブ」         | PS3ゲーム『ぎゃる☆がん』主題歌                                       |
| 2013年2月27日  | 魔界は天国/Angelic Sky                                                   | グルてん！ | 「Angelic Sky」                  | ソーシャルゲーム『わグルま！』テーマソング                           |
| 2014年5月14日  | 黒組曲・序                                                               | 10年黒組 | 「QUEEN」                        | テレビアニメ『悪魔のリドル』エンディングテーマ                       |
| 2014年6月11日  | 黒組曲・破                                                               | 内村史子as寒河江春紀 | 「どうってことないsympathy」     | テレビアニメ『悪魔のリドル』エンディングテーマ                       |
| 2014年6月11日  | 黒組曲・破                                                               | 10年黒組 | 「THE LAST PARTY」               | テレビアニメ『悪魔のリドル』エンディングテーマ                       |
| 2014年7月9日   | 黒組曲・急                                                               | 10年黒組 | 「仰げば尊し」                   | テレビアニメ『悪魔のリドル』挿入歌                                   |
| 2015年4月8日   | 銃皇無尽のファフニール キャラクター・ソング・アルバム -“D”の少女たち-    | レン・ミヤザワ（内村史子） | 「Ray of bullet」                | テレビアニメ『銃皇無尽のファフニール』関連曲                         |
| 2015年4月29日  | 銃皇無尽のファフニール キャラクター・ソング・アルバム -麗しのミッドガル- | レン・ミヤザワ（内村史子） | 「MOON NIGHT DREAM」             | テレビアニメ『銃皇無尽のファフニール』関連曲                         |
| 2015年4月29日  | 銃皇無尽のファフニール キャラクター・ソング・アルバム -麗しのミッドガル- | イリス・フレイア（日高里菜）、物部深月（沼倉愛美）、リーザ・ハイウォーカー（金元寿子）、アリエラ・ルー（徳井青空）、レン・ミヤザワ（内村史子）、ティア・ライトニング（佐倉綾音） | 「Ray of bullet」                | テレビアニメ『銃皇無尽のファフニール』関連曲                         |
| 2016年2月29日  | オメガラビリンス ソングコレクション♪                                     | 白金美玲（内村史子） | 「Precious Time」                | ゲーム『オメガラビリンス』関連曲                                     |
| 2019年10月30日 | スマイルスキル＝スキスキル！                                             | 赤き誓い | 「スマイルスキル＝スキスキル！」 | テレビアニメ『私、能力は平均値でって言ったよね！』オープニングテーマ |
| 2019年10月30日 | スマイルスキル＝スキスキル！                                             | 赤き誓い | 「Crimson Vow」                  | テレビアニメ『私、能力は平均値でって言ったよね！』関連曲             |
| 2021年4月29日  | 頑張っている君だから                                                     | シェラ（芹澤優）、レム（和氣あず未）、ルマキーナ（伊藤美来）、ホルン（内村史子）                                                                                                 | 「頑張っている君だから」         | テレビアニメ『異世界魔王と召喚少女の奴隷魔術Ω』挿入歌                |